# A̐
Cette page contient des caractères spéciaux ou non latins. S’ils s’affichent mal (▯, ?, etc.), consultez la page d’aide Unicode.
A̐ (minuscule a̐), appelée A tchandrabindou est une lettre diacritée qui est utilisée dans les romanisations ALA-LC du kalmyk, khanty, et des langues mordves.
Elle est composée de la lettre A diacritée d’un tchandrabindou.

## Représentation informatique
Le A tchandrabindou peut être représenté avec les caractères Unicode suivants :
- décomposé (latin de base, diacritiques) :

| formes    | représentations | chaînes de caractères | points de code | descriptions                                         |
| --------- | --------------- | --------------------- | -------------- | ---------------------------------------------------- |
| capitale  | A̐               | A◌̐                    | U+0041 U+0310  | lettre majuscule latine a diacritique tchandrabindou |
| minuscule | a̐               | a◌̐                    | U+0061 U+0310  | lettre minuscule latine a diacritique tchandrabindou |

## Sources
- Randall Keigan Barry, « Non Slavic Languages (in Cyrillic Script) », ALA-LC Romanization Tables, Library of Congress, American Library Association, 1997.